# 夏の夜 (ベルリオーズ)

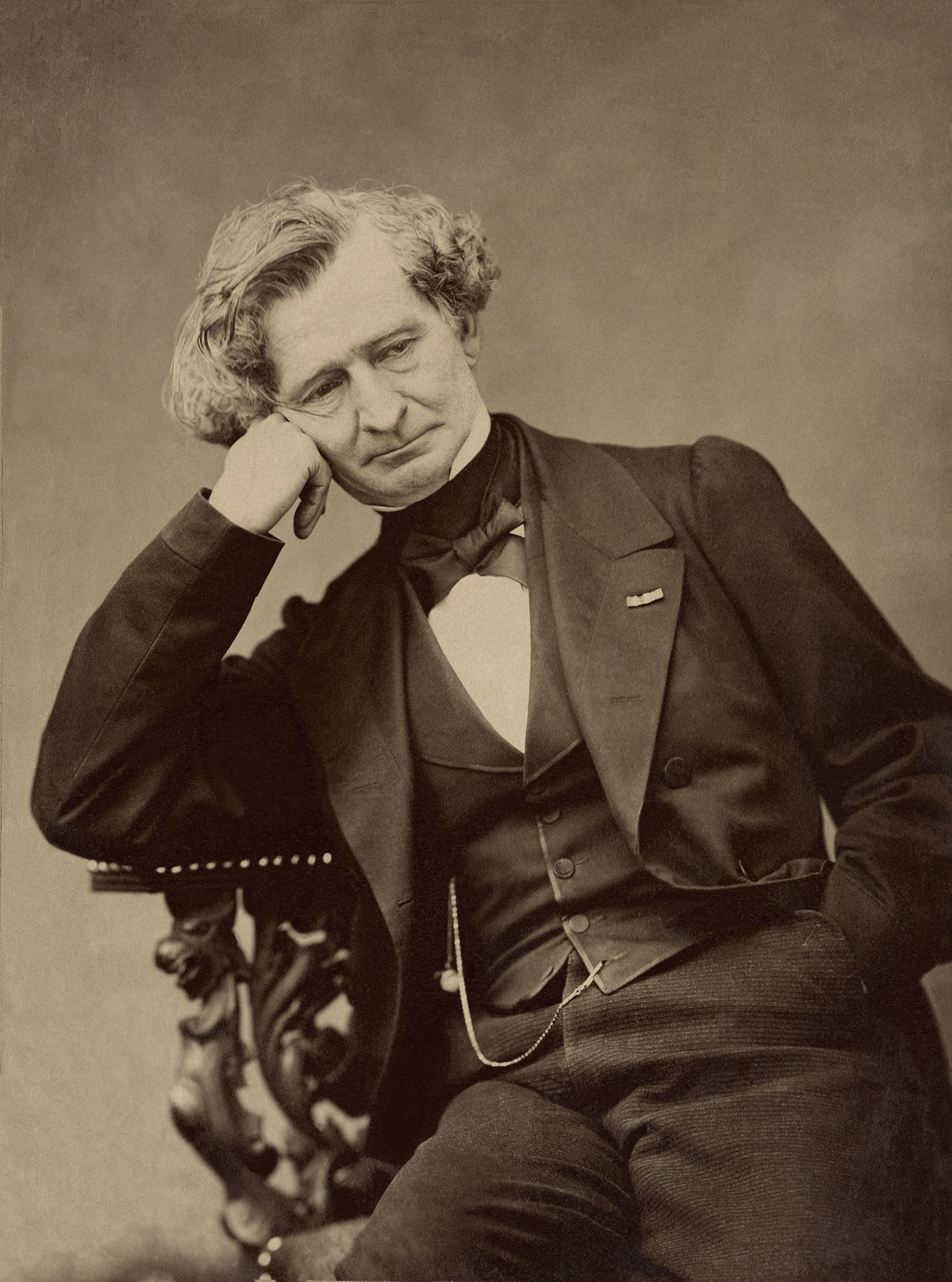
ピエール・プティ撮影のベルリオーズ

『夏の夜』（なつのよる、仏：Les nuits d'été）作品7は、エクトル・ベルリオーズが作曲したテノールまたはメゾソプラノのための全6曲からなる歌曲集。
ベルリオーズの4つの歌曲集（『アイルランド歌曲集』、『アルバムのページ』、『ランドの花』、『夏の夜』）の中では最も重要な作品とみなすことができる。ベルリオーズは理想的には各曲が異なる声域による歌手によって歌われることを意図して作曲したが、現実的にはメゾソプラノかコントラルトの歌手が1人で歌うことが多い。なお、この曲は女性作曲家ルイーズ・ベルタンに献呈された。

## 概要

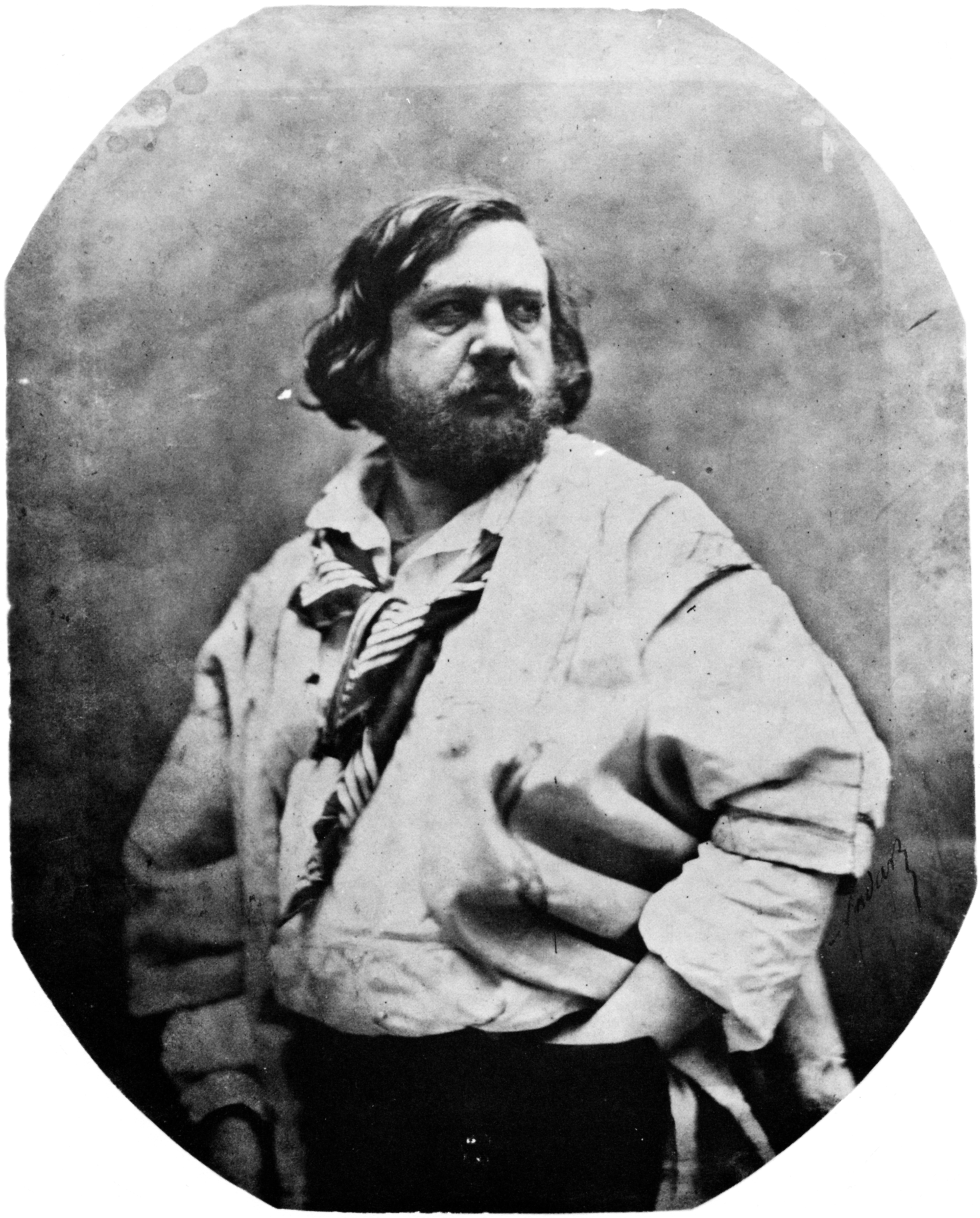
テオフィル・ゴーティエ（ナダール撮影）

ベルリオーズの歌曲は消失5曲、草稿2曲、断片1曲を除くと18曲が残っている。友人であるロマン派詩人テオフィル・ゴーティエの詩集『死の喜劇』の6つの詩に基づいている。
当初はピアノ伴奏の歌曲として1840年頃に書かれ、1841年に出版された。当時、妻ハリエットと不和になっていたベルリオーズは、1842年9月から国外の演奏旅行に歌手のマリー・レシオを同行するようになり、ハリエットの死後マリーと再婚した。ベルリオーズはマリーのため、1843年2月に第4曲をオーケストラ伴奏用に編曲した。第2曲は1855年から1856年に、残りの4曲は1856年の3月に編曲されている。今日では、ピアノ伴奏とオーケストラ伴奏のいずれでも演奏が行なわれる。

## 楽曲構成
全6曲からなり、演奏時間は約30分。
- 第1曲 ヴィラネル （Villanelle）
野いちごを摘む若い恋人たちの、春を喜ぶ歌。
- 第2曲 ばらの精 （Le Spectre de la Rose）
折ったばらを身につけた少女に夜、ばらの精が話しかける歌。
- 第3曲 入り江のほとり（哀歌） （Sur les lagunes （Lamento））
恋人を亡くした漁夫の哀歌。この詩には、後にフォーレが「漁師の歌」の題名で付曲している。
- 第4曲 君なくて （Absence）
彼方に去った恋人に呼びかける歌。
- 第5曲 墓地で（月の光） (Au cimetière （Clair de lune））
墓前の木に止まる鳩の歌に託された、墓に眠る者の歌。
- 第6曲 未知の島 （L'île inconnue）
愛と誠の地を求める女性を、旅路に誘う舟歌。